# آبای (جمهوری آلتای)
آبای (به لاتین: Abay) یک منطقهٔ مسکونی در روسیه است که در جمهوری آلتای واقع شده‌است.